# 웅포초등학교
웅포초등학교는 대한민국 전북특별자치도 익산시 웅포면 웅포리에 있는 공립 초등학교이다.

## 학교 연혁
- 1908. 10. 01 사립보명학교로 개교
- 1911. 09. 01 사립웅포보통학교 개편
- 1918. 05. 02 웅포공립보통학교 개편
- 1918. 08. 19 초대교장 峠荗巿 부임
- 1923. 10. 03 현 위치로 이전
- 1981. 03. 01 병설유치원 개원
- 1996. 03. 01 웅포초등학교로 개칭
- 2004. 03. 01 웅북초등학교 통폐합
- 2004. 03. 01 도지정 인성교육 시범학교
- 2008. 03. 01 도지정 방과후학교 시범학교
- 2009. 03. 01 도지정 방과후학교 시범학교
- 2015. 02. 13 제95회 졸업(총 4,505명)
- 2015. 03. 01 제40대 김영술 교장 부임
- 2015. 03. 01 6학급 편성 (병설유치원 1학급)

## 참고 자료
- 웅포초등학교 - 한국교육학술정보원 학교알리미